# Femton gastar på död mans kista
Femton gastar på död mans kista (engelska: Fifteen Men on the Dead Man's Chest), där gastar avser sjömän (se Gast (sjöfart)), är första versen i en påhittad sjörövarvisa vars första rader skrevs av Robert Louis Stevenson i hans bok Skattkammarön från 1883. Visan kallas vanligen Femton gastar eller Död mans kista på svenska efter dess första vers (Dead Man's Chest på engelska), men ibland benämns den efter dess andra vers: "Hej och hå och en flaska med rom" (Yo, Ho, Ho And a Bottle of Rum). Den svenska översättningen av första versen har med tiden fått en annan innebörd än den ursprungliga, då gast idag främst avser spöke.
Stevenson nedtecknade enbart visans refräng i Skattkammarön (vers 1, vers 2), samt en obekräftat vers orelaterat senare i boken, och lämnade resten av låten oskriven och till läsarens fantasi. Visan expanderades senare av författaren Young E. Allison i en dikt, titlad Derelict ("Ödegiven"), som publicerades 1891 i tidningen Louisville Courier-Journal(en).
Död mans kista har sedan dess introduktion blivit ökänd inom modern pirat- och musiktradition, och har återgivits i olika medium med olika melodier och verser. Visan har bland annat givit namn åt Disneys film Pirates of the Caribbean: Död mans kista.

## Historik
De två första verserna kommer ursprungligen från en bok av Charles Kingsley om Brittiska Jungfruöarna. Det egentliga namnet på en av dessa öar var Dead Chest Island, vilket Kingsley modifierade till Dead Man’s Chest. Enligt vad Stevenson själv har uppgett, var det från denna benämning som han fick inspirationen till hela boken. Första versen avser alltså ungefär "femton män på ön död mans kista".
Dessa versrader kompletterades till en längre dikt av Young E. Allison 1891. Då den sistnämndes text utgavs i sin helhet fick den namnet "Derelict". Den tonsattes av Henry Waller inför uppförandet av Skattkammarön som musical på Broadway 1901. Sången har av många uppfattats som en traditionell sjömanssång tack vare sin spridning och många myter om hur den kom till.
Femton gastar på en död mans kista—
...Hej och hå å’ en flaska med rom!
Drick ty hin håle har sörjt för det sista—
...Hej och hå å’ en flaska med rom!

## Version av Astrid Lindgren
Astrid Lindgren skrev 1968 en svensk version av visan för Pippi Långstrumps äventyr. I filmatiseringen av bokserien sjunger Pippi delar av visan på melodin till "Sommarens sista ros".
Version skriven av Astrid Lindgren:
Femton gastar på död mans kista—
...hej o hå och en flaska med rom!
Femton mackor uti min kista—
...måste jag ha för min mage är tom!
Femton pirater och femton gastar—
...hej o hå på det stormande hav!
Femton pirater och femton gastar—
...hej och hå uppå död mans grav!.
Melodin som Pippi sjöng i filmen finns noterad så tidigt som 1792 och är ursprungligen en irländsk folkmelodi: "Aisling an Óigfhear", eller "The Young Man's Dream". Den melodin användes sedan som melodi till Thomas Moores "The Last Rose of Summer".